# Judith Al Bakri
Judith Al Bakri (* 1969 in München) ist eine deutsche Film- und Theaterschauspielerin.

## Leben
Judith Al Bakri wuchs in Deutschland und in der Schweiz auf und absolvierte ihr Schauspielstudium von 1991 bis 1995 an der Hochschule der Künste Bern.
Schon während des Studiums trat sie am Stadttheater Bern auf und war in Produktionen und Performances der freien Schweizer Theaterszene zu sehen. Ihr erstes Engagement hatte sie nach dem Studium am Staatstheater Karlsruhe bis 1997. Es folgten Gastspiele an den Münchner Kammerspielen, am Wiener Schauspielhaus, am Schauspiel Frankfurt. 2003/2004 absolvierte sie das Fortbildungsseminar für Drehbuchautoren in der Drehbuchwerkstatt München der Hochschule für Fernsehen und Film München (HFF München). Zusammen mit ihrem Schauspielkollegen Jochen Strodthoff rief sie 2006 in München die Performancegruppe „Hunger&Seide“ ins Leben, die deutschlandweit aktiv ist.
Neben dem Theater spielt Al Bakri auch in Kino- und Fernsehproduktionen mit. Erste Nebenrollen in der Filmbranche hatte sie in Marco Serafinis Fernsehfilmen Das Herz des Priesters (2000) und Er oder keiner (2003), 2003 als Mutter von Julis und Joschka in Joachim Masannek Kinderfilm Die wilden Kerle.  2007 spielte sie in Mara Eibl-Eibesfeldts Kurzfilm Tohuwabohu mit.  2008 hatte sie in Werner Fritsch' Film Ich wie ein Vogel – Das Rad des Glücks eine Hauptrolle. Neben einigen Fernsehrollen hatte sie 2010 auch die Hauptrolle als „Judith“ in Alexander Riedels Morgen das Leben, der es in die Vorauswahl zum Deutschen Filmpreis 2012 schaffte.
Sie lebt zusammen mit Jochen Strodthoff im Münchner Stadtteil Isarvorstadt.

## Theater
- Romeo und Julia von William Shakespeare (Rolle: „Julia“; Regie: Jochen Fölster), Staatstheater Karlsruhe
- Don Karlos von Friedrich Schiller (Rolle: „Eboli“; Regie: Istvan Bödy), Staatstheater Karlsruhe
- Hekabe (Regie: Dieter Dorn), Münchner Kammerspiele
- Golem (Regie: Carsten Dane, Christopher Blenkinsop), Münchner Kammerspiele
- Nachtmahl (Regie: Eva Diamantstein), Schauspielhaus, Wien, Schauspiel Frankfurt, Kulturzentrum Kampnagel, Hamburg
- zahlreiche Auftritte mit der Performancegruppe „Hunger&Seide“ seit 2006

## Filmografie
- 1996: Tatort: Die Abrechnung (TV-Serienepisode; Regie: Markus Fischer)
- 2000: Das Herz des Priesters (TV-Film; Regie: Marco Serafini)
- 2003: Die wilden Kerle (Regie: Joachim Masannek)
- 2007: Tohuwabohu (Kurzfilm; Regie: Mara Eibl-Eibesfeldt)
- 2008: Ich wie ein Vogel – Das Rad des Glücks (Regie: Werner Fritsch)
- 2010: Um Himmels Willen: Karten lügen doch (TV-Serienepisode; Regie: Karsten Wichniarz)
- 2010: Tatort: Unsterblich schön (TV-Serienepisode; Regie: Filippos Tsitos)
- 2010: Polizeiruf 110: Die Lücke, die der Teufel lässt (TV-Serienepisode; Regie: Lars Montag)
- 2010: Morgen das Leben (Regie: Alexander Riedel)
- 2013: Mein Mann, ein Mörder (TV-Film; Regie: Lancelot von Naso)